# Mørkøv
Mørkøv er en stationsby på Nordvestsjælland med 1.865 indbyggere  (2024), beliggende i Skamstrup og Mørkøv sogne. Den har station på Nordvestbanen mellem Holbæk og Kalundborg. Byen ligger i Holbæk Kommune og tilhører Region Sjælland.
Mørkøv har afkørselsramper til motortrafikvejen Skovvejen (primærrute 23) mod Jyderup, Kalundborg & mod Holbæk, Roskilde og København.
I Mørkøv ligger Skovvejens Skole, afdeling Kildebjerg, en skole med klassetrin 0.-9. klasse. Skovvejens Skole, afdeling Kildebjerg har ca. 500 elever (2011). I Mørkøv ligger også efterskolen Smededal.
Før 1. januar 2007 var byen en del af Tornved Kommune.

## Historie
Mørkøv landsby (nu Mørkøv kirkeby) bestod i 1682 af 12 gårde og 8 huse uden jord. Det samlede dyrkede areal udgjorde 298,8 tønder land skyldsat til 63,93 tønder hartkorn. Dyrkningsformen var trevangsbrug.
Omkring 1870 beskrives byen således: "Mørke med Kirken, Skole, Veirmølle".
Omkring 1900 blev forholdene beskrevet således: "Mørke (gml. Form Myrækow) med Kirke, Skole og Mølle; S. V. for Byen ved Ringsted Landevej Mørkøv Jærnbanestation med Telegrafstation og Postekspedition, Kro, flere Købmænd og mange næringsdrivende".
Mørkøv stationsby havde 298 indbyggere i 1906, 497 i 1911 og 714 i 1916.
Mørkøv fortsatte sin udvikling i mellemkrigstiden: i 1921 havde byen 625 indbyggere, i 1925 648, i 1930 736, i 1935 743 indbyggere og i 1940 797 indbyggere.
Mørkøv fortsatte sin udvikling efter 2. verdenskrig: i 1945 havde byen 954 indbyggere, i 1950 1.032, i 1955 1.020, i 1960 1.064 indbyggere og i 1965 1.200 indbyggere.
Mørkøv Varmeværk forsyner omkring 600 forbrugeres husvarme med fjernvarme produceret af 1 MW træflis-fyr, 1 MW varmepumpe, og 2 MW gasmotor.